# Leśniczówka Świdwie
Leśniczówka Świdwie – część wsi Szynwałd w Polsce, położona w województwie kujawsko-pomorskim, w powiecie sępoleńskim, w gminie Sośno.
W latach 1975–1998 Leśniczówka Świdwie administracyjnie należała do województwa bydgoskiego.